# Мужская Лига чемпионов ЕКВ 2017/2018
18-й розыгрыш мужской Лиги чемпионов ЕКВ (59-й с учётом Кубка европейских чемпионов) проходила с 18 октября 2017 по 13 мая 2018 года с участием 32 клубных команд из 21 страны-члена Европейской конфедерации волейбола. Победителем турнира в 6-й раз в своей истории и в 4-й раз подряд стала российская команда «Зенит» (Казань)

## Система квалификации
Розыгрыш Лиги 2017/2018 годов состоит из квалификационного раунда и основного турнира (групповой этап и плей-офф). Заявить по одной команде в квалификационный раунд получили возможность все страны-члены Европейской конфедерации волейбола. В квалификации разыгрываются 8 путёвок в групповой этап. 12 команд получают места в групповом этапе минуя квалификацию. Эти 12 мест распределены по рейтингу ЕКВ на 2017 год, учитывающему результаты выступлений клубных команд стран-членов ЕКВ в еврокубках на протяжении трёх сезонов (2013/2014—2015/2016). Согласно ему прямое представительство в Лиге получили клубы из 8 стран: Россия, Италия, Турция, Польша (все по 2 команды), Франция, Бельгия, Германия и Греция (по 1 команде). 
Возможностью заявить по одной команде в квалификационный раунд воспользовались 20 стран: Россия, Италия, Турция, Польша, Франция, Бельгия, Германия, Чехия, Сербия, Австрия, Болгария, Финляндия (команды этих стран стартуют со 2-го раунда квалификации), Словения, Черногория, Белоруссия, Нидерланды, Кипр, Босния и Герцеговина, Израиль, Косово (команды этих стран стартуют с 1-го раунда квалификации).

## Команды-участницы

### Основной турнир
| Страна    | Команда                               |                                    |
| --------- | ------------------------------------- | ---------------------------------- |
| Россия    | «Зенит» (Казань)                      | Чемпион России 2017                |
| Россия    | «Динамо» (Москва)                     | 2-й призёр чемпионата России 2017  |
| Россия    | «Локомотив» (Новосибирск)             | по итогам квалификации             |
| Италия    | «Кучине-Лубе» (Чивитанова-Марке)      | Чемпион Италии 2017                |
| Италия    | «Трентино» (Тренто)                   | 2-й призёр чемпионата Италии 2017  |
| Италия    | «Сир Сафети» (Перуджа)                | по итогам квалификации             |
| Турция    | «Халкбанк» (Анкара)                   | Чемпион Турции 2017                |
| Турция    | «Аркас» (Измир)                       | 2-й призёр чемпионата Турции 2017  |
| Турция    | «Фенербахче» (Стамбул)                | по итогам квалификации             |
| Польша    | ЗАКСА (Кендзежин-Козле)               | Чемпион Польши 2017                |
| Польша    | «Скра» (Белхатув)                     | 2-й призёр чемпионата Польши 2017  |
| Польша    | «Ястшембски Венгель» (Ястшембе-Здруй) | по итогам квалификации             |
| Франция   | «Шомон» (Шомон)                       | Чемпион Франции 2017               |
| Франция   | «Тулуза» (Тулуза)                     | 2-й призёр чемпионата Франции 2017 |
| Бельгия   | «Кнак» (Руселаре)                     | Чемпион Бельгии 2017               |
| Бельгия   | «Нолико» (Маасейк)                    | по итогам квалификации             |
| Германия  | «Берлин Рециклинг» (Берлин)           | Чемпион Германии 2017              |
| Германия  | «Фридрихсхафен» (Фридрихсхафен)       | по итогам квалификации             |
| Греция    | ПАОК (Салоники)                       | Чемпион Греции 2017                |
| Финляндия | «Ваммалан» (Састамала)                | по итогам квалификации             |

### Квалификация
| Страна               | Команда                               |                                     |
| -------------------- | ------------------------------------- | ----------------------------------- |
| Россия               | «Локомотив» (Новосибирск)             | 3-й призёр чемпионата России 2017   |
| Италия               | «Сир Сафети» (Перуджа)                | 3-й призёр чемпионата Италии 2017   |
| Турция               | «Фенербахче» (Стамбул)                | 3-й призёр чемпионата Турции 2017   |
| Польша               | «Ястшембски Венгель» (Ястшембе-Здруй) | 3-й призёр чемпионат Польши 2017    |
| Франция              | «Тулуза» (Тулуза)                     | 2-й призёр чемпионата Франции 2017  |
| Бельгия              | «Нолико» (Маасейк)                    | 2-й призёр чемпионата Бельгии 2017  |
| Германия             | «Фридрихсхафен» (Фридрихсхафен)       | 2-й призёр чемпионата Германии 2017 |
| Чехия                | «Йихострой» (Ческе-Будеёвице)         | Чемпион Чехии 2017                  |
| Сербия               | «Войводина» (Нови-Сад)                | Чемпион Сербии 2017                 |
| Австрия              | «Посойильница» (Блайбург)             | по итогам чемпионата Австрии 2017   |
| Болгария             | «Нефтохимик» (Бургас)                 | Чемпион Болгарии 2017               |
| Финляндия            | «Ваммалан» (Састамала)                | Чемпион Финляндии 2017              |
| Словения             | «АКХ Воллей» (Любляна)                | Чемпион Словении 2017               |
| Черногория           | «Единство» (Биело-Поле)               | Чемпион Черногории 2017             |
| Белоруссия           | «Шахтёр» (Солигорск)                  | Чемпион Белоруссии 2017             |
| Нидерланды           | «Ликургус» (Гронинген)                | Чемпион Нидерландов 2017            |
| Кипр                 | «Омония» (Никосия)                    | Чемпион Кипра 2017                  |
| Босния и Герцеговина | «Младост» (Брчко)                     | Чемпион Боснии и Герцеговины 2017   |
| Израиль              | «Маккаби» (Тель-Авив)                 | Чемпион Израиля 2017                |
| Косово               | «Луботени» (Феризай)                  | Чемпион Косово 2017                 |

## Система проведения розыгрыша
С квалификационного раунда в розыгрыше участвовали 20 команд, причём 8 из них стартовали с первой стадии, а 12 — со второй. В обеих стадиях квалификации применяется система плей-офф, то есть команды делятся на пары и проводят между собой по два матча с разъездами. Победителем пары выходит команда, одержавшая две победы. В случае равенства побед победителем становится команда, набравшая в рамках двухматчевой серии большее количество очков (за победу 3:0 и 3:1 даётся 3 очка, за победу 3:2 — 2 очка, за поражение 2:3 — 1, за поражение 1:3 и 0:3 очки не начисляются). Если обе команды при этом набрали одинаковое количество очков, то назначается дополнительный («золотой») сет, победивший в котором выходит в следующий раунд соревнований. Команды, победившие в матчах 2-го раунда квалификации вышли в основной турнир Лиги. Команды не прошедшие квалификацию получили возможность стартовать в розыгрыше Кубка ЕКВ.
Основной турнир состоит из предварительного этапа, двух раундов плей-офф и финального этапа. На предварительном этапе 20 команд-участниц разбиты на 5 групп. В группах команды играют с разъездами в два круга. Приоритетом при распределении мест в группах является общее количество побед, затем число набранных очков, соотношение выигранных и проигранных партий, соотношение мячей, результаты личных встреч. За победы со счётом 3:0 и 3:1 команды получают по 3 очка, за победы 3:2 — по 2 очка, за поражения 2:3 — по 1 очку, за поражения 0:3 и 1:3 очки не начисляются. В плей-офф выходят по две лучшие команды из групп и 3 команды из пяти, занявших в группах третьи места. Из числа команд, вышедших в плей-офф, выбирается хозяин финального этапа и допускается непосредственно в финальный раунд розыгрыша.
12 команд-участниц плей-офф-12 делятся на пары и проводят между собой по два матча с разъездами. Победителем пары выходит команда, одержавшая две победы. В случае равенства побед победителем становится команда, набравшая в рамках двухматчевой серии большее количество очков, система начисления которых аналогична применяемой в квалификации и на предварительном этапе. Если обе команды при этом набрали одинаковое количество очков, то назначается дополнительный («золотой») сет, победивший в котором выходит в плей-офф-6.
6 команд-участниц плей-офф 6 по такой же системе определяют трёх участников финального этапа, где к ним присоединяется команда-хозяин финала.
Жеребьёвка предварительного этапа основного турнира прошла в Москве 17 ноября 2017 года . По её результатам были сформированы 5 групп предварительного этапа основного турнира (в таблицах приведён состав групп с учётом результатов квалификации).
| Группа A                                                                                 | Группа B                                                             | Группа С                                                        |
| ---------------------------------------------------------------------------------------- | -------------------------------------------------------------------- | --------------------------------------------------------------- |
| «Кучине-Лубе» Чивитанова-Марке «Кнак» Руселаре «Сир Сафети» Перуджа «Фенербахче» Стамбул | «Халкбанк» Анкара ПАОК Салоники «Фридрихсхафен» «Ваммалан» Састамала | «Динамо» Москва «Шомон» «Скра» Белхатув «Локомотив» Новосибирск |

| Группа D                                                                              | Группа E                                                               |
| ------------------------------------------------------------------------------------- | ---------------------------------------------------------------------- |
| «Зенит» Казань «Берлин Рециклинг» Берлин «Ястшембски Венгель» Ястшембе-Здруй «Тулуза» | «Трентино» Тренто ЗАКСА Кендзежин-Козле «Аркас» Измир «Нолико» Маасейк |

## Квалификация

### 1-й раунд
18.10/22.10.2017
 «Младост» (Брчко) —  «АКХ Воллей» (Любляна)
18 октября. 0:3 (19:25, 17:25, 19:25).
22 октября. 0:3 (21:25, 19:25, 15:25).
 «Омония» (Никосия) —  «Единство» (Биело-Поле) 
18 октября. 3:0 (25:22, 25:16, 25:15).
22 октября. 3:2 (26:24, 14:25, 25:18, 26:28, 15:9).
 «Маккаби» (тель-Авив) —  «Шахтёр» (Солигорск)
18 октября. 3:2 (25:22, 25:20, 21:25, 15:25, 16:14).
22 октября. 0:3 (23:25, 29:31, 24:26).
 «Луботени» (Феризай) —  «Ликургус» (Гронинген)
18 октября. 0:3 (16:25, 19:25, 13:25).
22 октября. 0:3 (20:25, 16:25, 14:25).
Победители 1-го раунда квалификации вышли во 2-й раунд, где к ним присоединились ещё 12 команд.

### 2-й раунд
8.11/12.11.2017
 «АКХ Воллей» (Любляна) —  «Локомотив» (Новосибирск)
8 ноября. 0:3 (26:28, 22:25, 19:25).
12 ноября. 0:3 (20:25, 22:25, 18:25).
 «Шахтёр» (Солигорск) —  «Сир Сафети» (Перуджа)
8 ноября. 1:3 (25:23, 20:25, 17:25, 16:25).
12 ноября. 0:3 (15:25, 16:25, 19:25).
 «Посойильница» (Блайбург) —  «Фенербахче» (Стамбул)
8 ноября. 0:3 (17:25, 22:25, 22:25).
12 ноября. 0:3 (22:25, 16:25, 24:26).
 «Омония» (Никосия) —  «Ястшембски Венгель» (Ястшембе-Здруй)
8 ноября. 0:3 (26:28, 13:25, 16:25).
12 ноября. 0:3 (17:25, 19:25, 16:25).
 «Войводина» (Нови-Сад) —  «Тулуза»
8 ноября. 3:0 (25:22, 25:23, 25:21).
12 ноября. 1:3 (25:20, 22:25, 19:25, 23:25). «Золотой» сет — 10:15.
 «Ликургус» (Гронинген) —  «Нолико» (Маасейк)
8 ноября. 1:3 (19:25, 25:22, 17:25, 22:25).
12 ноября. 0:3 (21:25, 17:25, 23:25).
 «Нефтохимик» (Бургас) —  «Фридрихсхафен»
8 ноября. 1:3 (19:25, 19:25, 28:26, 18:25).
12 ноября. 0:3 (12:25, 21:25, 20:25).
 «Ваммалан» (Састамала) —  «Йихострой» (Ческе-Будеёвице) 
8 ноября. 3:0 (25:20, 25:22, 25:15).
12 ноября. 1:3 (21:25, 17:25, 25:18, 20:25). «Золотой» сет — 15:12.

### Итоги
8 победителей 2-го раунда квалификации («Локомотив», «Сир Сафети», «Фенербахче», «Ястшембски Венгель», «Тулуза», «Нолико», «Фридрихсхафен», «Йихострой») вышли в основной турнир Лиги чемпионов. Все остальные команды, участвовавшие в квалификации, включены в розыгрыш Кубка ЕКВ.

## Предварительный этап
5 декабря 2017 — 28 февраля 2018

### Группа А
| М | Команда                        | 1       | 2       | 3       | 4       | И | В | П | С/П  | О  |
| - | ------------------------------ | ------- | ------- | ------- | ------- | - | - | - | ---- | -- |
| 1 | «Сир Сафети» Перуджа           |         | 3:2 3:0 | 3:2 3:0 | 3:0 3:1 | 6 | 6 | 0 | 18:5 | 16 |
| 2 | «Кучине-Лубе» Чивитанова-Марке | 2:3 0:3 |         | 3:0     | 3:1 3:0 | 6 | 4 | 2 | 14:7 | 13 |
| 3 | «Кнак» Руселаре                | 2:3 0:3 | 0:3     |         | 3:1     | 6 | 2 | 4 | 8:14 | 7  |
| 4 | «Фенербахче» Стамбул           | 0:3 1:3 | 1:3 0:3 | 1:3     |         | 6 | 0 | 6 | 4:18 | 0  |

6.12: Сир Сафети — Кучине-Лубе 3:2 (28:30, 20:25, 25:23, 25:19, 15:9).
7.12: Фенербахче — Кнак 1:3 (20:25, 19:25, 25:21, 16:25).
20.12: Фенербахче — Сир Сафети 0:3 (20:25, 21:25, 23:25).
21.12: Кучине-Лубе — Кнак 3:0 (25:22, 26:24, 25:22).
16.01: Кнак — Сир Сафети 2:3 (25:21, 25:27, 15:25, 25:21, 12:15).
17.01: Кучине-Лубе — Фенербахче 3:1 (25:22, 25:11, 21:25, 25:12).
31.01: Сир Сафети — Кнак 3:0 (25:16, 25:22, 25:17).
31.01: Фенербахче — Кучине-Лубе 0:3 (20:25, 19:25, 18:25).
13.02: Кнак — Кучине-Лубе 0:3 (16:25, 23:25, 23:25).
15.02: Сир Сафети — Фенербахче 3:1 (25:22, 25:12, 20:25, 25:18).
28.02: Кучине-Лубе — Сир Сафети 0:3 (24:26, 23:25, 25:27).
28.02: Кнак — Фенербахче 3:1 (25:19, 25:9, 23:25, 25:15).

### Группа В
| М | Команда              | 1       | 2       | 3       | 4       | И | В | П | С/П   | О  |
| - | -------------------- | ------- | ------- | ------- | ------- | - | - | - | ----- | -- |
| 1 | «Фридрихсхафен» .    |         | 3:1     | 3:2 3:0 | 3:0     | 6 | 6 | 0 | 18:4  | 17 |
| 2 | «Халкбанк» Анкара    | 1:3     |         | 3:1 1:3 | 3:0     | 6 | 3 | 3 | 12:10 | 9  |
| 3 | ПАОК Салоники        | 2:3 0:3 | 1:3 3:1 |         | 2:3 3:1 | 6 | 2 | 4 | 11:14 | 8  |
| 4 | «Ваммалан» Састамала | 0:3     | 0:3     | 3:2 1:3 |         | 6 | 1 | 5 | 4:17  | 2  |

5.12: Ваммалан — ПАОК 3:2 (25:19, 27:29, 33:35, 25:23, 15:11).
7.12: Фридрихсхафен — Халкбанк 3:1 (25:14, 25:23, 21:25, 28:26).
19.12: Ваммалан — Фридрихсхафен 0:3 (22:25, 15:25, 15:25).
21.12: Халкбанк — ПАОК 3:1 (25:21, 24:26, 25:20, 25:22).
17.01: Халкбанк — Ваммалан 3:0 (25:22, 25:21, 25:16).
18.01: ПАОК — Фридрихсхафен 2:3 (25:17, 30:28, 14:25, 17:25, 9:15).
31.01: Фридрихсхафен — ПАОК 3:0 (25:22, 25:17, 25:18).
1.02: Ваммалан — Халкбанк 0:3 (21:25, 18:25, 21:25)).
13.02: ПАОК — Халкбанк 3:1 (25:16, 16:25, 26:24, 25:20).
14.02: Фридрихсхафен — Ваммалан 3:0 (25:15, 25:13, 25:12).
28.02: Халкбанк — Фридрихсхафен 1:3 (14:25, 21:25, 26:24, 19:25).
28.02: ПАОК — Ваммалан 3:1 (22:25, 25:22, 25:20, 25:20).

### Группа С
| М | Команда                 | 1       | 2       | 3       | 4       | И | В | П | С/П   | О  |
| - | ----------------------- | ------- | ------- | ------- | ------- | - | - | - | ----- | -- |
| 1 | «Локомотив» Новосибирск |         | 3:0 0:3 | 3:2 3:1 | 3:0 3:2 | 6 | 5 | 1 | 15:8  | 13 |
| 2 | «Скра» Белхатув         | 0:3 3:0 |         | 1:3 2:3 | 3:2 3:1 | 6 | 3 | 3 | 12:12 | 9  |
| 3 | «Шомон» .               | 2:3 1:3 | 3:1 3:2 |         | 3:2 1:3 | 6 | 3 | 3 | 13:14 | 8  |
| 4 | «Динамо» Москва         | 0:3 2:3 | 2:3 1:3 | 2:3 3:1 |         | 6 | 1 | 5 | 10:16 | 6  |

6.12: Скра — Шомон 1:3 (25:19, 18:25, 19:25, 27:29).
7.12: Локомотив — Динамо 3:0 (25:23, 25:17, 25:22).
20.12: Шомон — Динамо 3:2 (22:25, 19:25, 25:22, 25:22, 15:11).
20.12: Локомотив — Скра 3:0 (25:18, 25:18, 25:19).
16.01: Шомон — Локомотив 2:3 (27:29, 25:22, 25:18, 19:25, 15:17).
17.01: Динамо — Скра 2:3 (15:25, 25:23, 20:25, 25:23, 12:15).
31.01: Скра — Динамо 3:1 (25:23, 22:25, 25:22, 25:13).
31.01: Локомотив — Шомон 3:1 (23:25, 25:22, 25:19, 25:18).
13.02: Скра — Локомотив 3:0 (25:19, 25:15, 25:19).
14.02: Динамо — Шомон 3:1 (25:16, 19:25, 25:19, 25:18).
28.02: Шомон — Скра 3:2 (25:22, 25:19, 20:25, 22:25, 16:14).
28.02: Динамо — Локомотив 2:3 (25:16, 25:21, 21:25, 24:26, 19:21).

### Группа D
| М | Команда                             | 1       | 2       | 3       | 4       | И | В | П | С/П   | О  |
| - | ----------------------------------- | ------- | ------- | ------- | ------- | - | - | - | ----- | -- |
| 1 | «Зенит» Казань                      |         | 3:0     | 3:1     | 3:1 3:0 | 6 | 6 | 0 | 18:3  | 18 |
| 2 | «Ястшембски-Венгель» Ястшембе-Здруй | 0:3     |         | 3:0 2:3 | 3:0 3:2 | 6 | 3 | 3 | 11:11 | 9  |
| 3 | «Берлин Рециклинг» Берлин           | 1:3     | 0:3 3:2 |         | 3:0 3:1 | 6 | 3 | 3 | 11:12 | 8  |
| 4 | «Тулуза» .                          | 1:3 0:3 | 0:3 2:3 | 0:3 1:3 |         | 6 | 0 | 6 | 4:18  | 1  |

6.12: Тулуза — Зенит 1:3 (31:29, 20:25, 23:25, 19:25).
6.12: Ястшембски-Венгель — Берлин Рециклинг 3:0 (25:21, 25:19, 26:24).
19.12: Ястшембски-Венгель — Тулуза 3:0 (25:10, 25:21, 25:20).
21.12: Зенит — Берлин Рециклинг 3:1 (25:20, 25:19, 25:27, 25:22).
16.01: Зенит — Ястшембски-Венгель 3:0 (25:13, 25:23, 25:12).
17.01: Берлин Рециклинг — Тулуза 3:0 (25:15, 28:26, 25:16).
30.01: Тулуза — Берлин Рециклинг 1:3 (20:25, 25:15, 23:25, 18:25).
31.01: Ястшембски-Венгель — Зенит 0:3 (24:26, 20:25, 18:25).
13.02: Тулуза — Ястшембски-Венгель 2:3 (17:25, 22:25, 25:23, 25:23, 12:15).
14.02: Берлин Рециклинг — Зенит 1:3 (17:25, 20:25, 25:23, 23:25).
28.02: Зенит — Тулуза 3:0 (25:15, 25:10, 25:17).
28.02: Берлин Рециклинг — Ястшембски-Венгель 3:2 (23:25, 25:16, 18:25, 25:17, 15:9).

### Группа Е
| М | Команда               | 1       | 2       | 3       | 4       | И | В | П | С/П   | О  |
| - | --------------------- | ------- | ------- | ------- | ------- | - | - | - | ----- | -- |
| 1 | ЗАКСА Кендзежин-Козле |         | 3:2     | 3:0 2:3 | 3:0     | 6 | 5 | 1 | 17:7  | 14 |
| 2 | «Трентино» Тренто     | 2:3     |         | 3:1     | 3:0 3:1 | 6 | 4 | 2 | 16:9  | 14 |
| 3 | «Нолико» Маасейк      | 0:3 3:2 | 1:3     |         | 3:2 3:0 | 6 | 3 | 3 | 11:13 | 7  |
| 4 | «Аркас» Измир         | 0:3     | 0:3 1:3 | 2:3 0:3 |         | 6 | 0 | 6 | 3:18  | 1  |

5.12: Нолико — Трентино 1:3 (17:25, 23:25, 25:23, 17:25).
6.12: Аркас — ЗАКСА  0:3 (23:25, 28:30, 23:25).
20.12: ЗАКСА — Трентино 3:2 (18:25, 24:26, 25:23, 25:16, 15:12).
20.12: Нолико — Аркас 3:2 (25:23, 22:25, 23:25, 25:21, 15:10).
17.01: ЗАКСА — Нолико 3:0 (25:22, 25:20, 25:18).
18.01: Трентино — Аркас 3:0 (25:22, 26:24, 25:17).
30.01: Нолико — ЗАКСА  3:2 (26:24, 24:26, 25:20, 22:25, 17:15).
1.02: Аркас — Трентино 1:3 (25:22, 9:25, 17:25, 17:25).
14.02: Трентино — ЗАКСА  2:3 (25:23, 22:25, 25:27, 25:21, 15:17).
14.02: Аркас — Нолико 0:3 (16:25, 21:25, 21:25).
28.02: ЗАКСА — Аркас 3:0 (25:17, 25:19, 25:23).
28.02: Трентино — Нолико 3:1 (25:16, 29:27, 24:26, 26:24).

### Итоги
По итогам предварительного этапа в плей-офф вышли по две лучшие команды из групп («Сир Сафети», «Кучине-Лубе», «Фридрихсхафен», «Халкбанк», «Локомотив», «Скра», «Зенит», «Ястшембски-Венгель», ЗАКСА, «Трентино») и три лучшие команды из числа занявших в группах вторые места («Шомон», «Берлин Рециклинг», «Нолико»). Хозяином финального этапа выбран «Зенит», получивший прямой допуск в финал четырёх, который пройдёт в Казани (Россия)

## Плей-офф-12
13—14 марта/ 20—22 марта 2018.
 «Халкбанк» (Анкара) —  «Сир Сафети» (Перуджа)
13 марта. 0:3 (18:25, 22:25, 29:31).
21 марта. 0:3 (23:25, 23:25, 13:25).
 «Нолико» (Маасейк) —  «Локомотив» (Новосибирск)
14 марта. 3:0 (25:23, 26:24, 30:28).
21 марта. 1:3 (18:25, 22:25, 25:19, 24:26). «Золотой» сет — 12:15.
 «Скра» (Белхатув) —  «Кучине-Лубе» (Чивитанова-Марке)
14 марта. 2:3 (27:25, 28:26, 13:25, 22:25, 10:15).
22 марта. 0:3 (17:25, 18:25, 21:25).
 «Шомон» —  «Трентино» (Тренто)
14 марта. 3:2 (17:25, 25:22, 25:20, 21:25, 15:10).
20 марта. 0:3 (24:26, 23:25, 25:27).
 «Ястшембски-Венгель» (Ястшембе-Здруй) —  ЗАКСА (Кендзежин-Козле)
14 марта. 1:3 (19:25, 19:25, 25:21, 33:35).
21 марта. 0:3 (21:25, 20:25, 12:25).
 «Берлин Рециклинг» (Берлин) —  «Фридрихсхафен»
14 марта. 2:3 (22:25, 25:23, 23:25, 25:18, 12:15).
22 марта. 0:3 (19:25, 23:25, 22:25).

## Плей-офф-6
4 апреля/ 10—11 апреля 2018.
 «Сир Сафети» (Перуджа) —  «Локомотив» (Новосибирск) 
4 апреля. 3:1 (24:26, 25:15, 25:19, 25:21).
11 апреля. 2:3 (25:20, 22:25, 25:17, 21:25, 11:15).
 «Кучине-Лубе» (Чивитанова-Марке) —  «Трентино» (Тренто)
4 апреля. 3:1 (25:22, 23:25, 25:19, 28:26).
11 апреля. 3:2 (25:19, 25:21, 20:25, 25:27, 17:15).
 ЗАКСА (Кендзежин-Козле) —  «Фридрихсхафен»
4 апреля. 3:2 (25:23, 25:21, 22:25, 22:25, 15:13).
10 апреля. 3:0 (25:19, 25:18, 25:13).

## Финал четырёх
12—13 мая 2018.  Казань.
Участники:
 «Зенит» (Казань) 
 ЗАКСА (Кендзежин-Козле)
 «Сир Сафети» (Перуджа)
 «Кучине-Лубе» (Чивитанова-Марке)

### Полуфиналы
12 мая
 «Кучине-Лубе» —  ЗАКСА 
3:1 (25:21, 22:25, 25:15, 25:18).
 «Зенит» —  «Сир Сафети»
3:0 (25:22, 25:20, 25:20).

### Матч за 3-е место
13 мая
 «Сир Сафети» —  ЗАКСА
3:2 (17:25, 29:27, 19:25, 25:23, 15:7).

### Финал
| 13 мая 2018 | \| «Зенит» (Казань) \| 3:2 cev.lu \| «Кучине-Лубе» (Чивитанова-Марке) \| \| Мэттью Андерсон (11) Алексей Самойленко (5) Максим Михайлов (24) Вильфредо Леон (33) Артём Вольвич (9) Александр Бутько (2) Алексей Вербов (либеро) Максим Пантелеймоненко Александр Гуцалюк (1) Никита Алексеев \| Голы \| Энрико Честер (6) Мика Кристенсон (3) Османи Хуанторена (8) Драган Станкович (19) Цветан Соколов (29) Тэйлор Сандер (15) Женя Гребенников (либеро) Иржи Коварж (2) Тимофей Жуковский \| | Казань «Баскет-холл» 7000 зрителей |
| Счёт по партиям — 29:27, 18:25, 23:25, 25:23, 17:15. Время матча — 2 часа 28 минут. Судьи: Эпаминондас Геротодорос, Фабрис Колладос.                                                                             | | |
| «Зенит» (Казань) | 3:2 cev.lu | «Кучине-Лубе» (Чивитанова-Марке) |
| Мэттью Андерсон (11) Алексей Самойленко (5) Максим Михайлов (24) Вильфредо Леон (33) Артём Вольвич (9) Александр Бутько (2) Алексей Вербов (либеро) Максим Пантелеймоненко Александр Гуцалюк (1) Никита Алексеев | Голы | Энрико Честер (6) Мика Кристенсон (3) Османи Хуанторена (8) Драган Станкович (19) Цветан Соколов (29) Тэйлор Сандер (15) Женя Гребенников (либеро) Иржи Коварж (2) Тимофей Жуковский |

### Итоги

#### Положение команд
| «Зенит» (Казань)                 |
| «Кучине-Лубе» (Чивитанова-Марке) |
| «Сир Сафети» (Перуджа)           |
| 4. ЗАКСА (Кендзежин-Козле)       |

#### Призёры
«Зенит» (Казань): Мэттью Андерсон, Артём Вольвич, Лоран Алекно, Игорь Юдин, Максим Пантелеймоненко, Никита Алексеев, Вильфредо Леон Венеро, Алексей Кононов, Валентин Кротков, Александр Бутько, Алексей Самойленко, Александр Гуцалюк, Алексей Вербов, Максим Михайлов. Главный тренер — Владимир Алекно.
  «Кучине-Лубе» (Чивитанова-Марке): Цветан Соколов, Давиде Канделларо, Тэйлор Сандер, Андреа Маркизио, Османи Хуанторена Портуондо, Альберто Казадеи, Драган Станкович, Иржи Коварж, Женя Гребенников, Мика Кристенсон, Энрико Честер, Себастьяно Милан, Тимофей Жуковский, Джаммарко Сторани. Главный тренер — Джампаоло Медеи.
  «Сир Сафети» (Перуджа): Фабио Риччи, Андреа Чезарини, Джеймс Шоу, Аарон Расселл, Иван Зайцев, Доре Делла Лунга, Томми Сиириля, Александр Бергер, Массимо Колачи, Александар Атанасиевич, Лучано Де Чекко, Лео Андрич, Симоне Андзани, Марко Подрашчанин. Главный тренер — Лоренцо Бернарди.

#### Индивидуальные призы
| - MVP Максим Михайлов («Зенит») - Лучший связующий Александр Бутько («Зенит») - Лучшие центральные блокирующие Драган Станкович («Кучине-Лубе») Марко Подрашчанин («Сир Сафети») | - Лучший диагональный нападающий Цветан Соколов («Кучине-Лубе») - Лучшие нападающие-доигровщики Вильфредо Леон («Зенит») Османи Хуанторена («Кучине-Лубе») - Лучший либеро Женя Гребенников («Кучине-Лубе») |